# Yanbian, Panzhihua
Yanbian, tidigare stavat Yenpien, är ett härad som lyder under Panzhihuas stad på prefekturnivå i Sichuan-provinsen i sydvästra Kina.